# Campionato europeo femminile di pallacanestro Under-16 Division B 2008
Il Campionato europeo femminile di pallacanestro Under-16 2008 di Division B (noto anche come FIBA U16 Women's European Championship Division B 2008) si è svolto in Bulgaria, a Pravec e Botevgrad.

## Classifica finale
| Pos     | Team                 |  |
| ------- | -------------------- |  |
| Oro     | Grecia               |  |
| Argento | Finlandia            |  |
| Bronzo  | Romania              |  |
| 4.      | Slovenia             |  |
| 5.      | Slovacchia           |  |
| 6.      | Paesi Bassi          |  |
| 7.      | Danimarca            |  |
| 8.      | Bulgaria             |  |
| 9.      | Croazia              |  |
| 10.     | Portogallo           |  |
| 11.     | Irlanda              |  |
| 12.     | Montenegro           |  |
| 13.     | Inghilterra          |  |
| 14.     | Svizzera             |  |
| 15.     | Bosnia ed Erzegovina |  |
| 16.     | Estonia              |  |
| 17.     | Israele              |  |
| 18.     | Lussemburgo          |  |